# Rosette Bir
 (janvier 2010).
Si vous disposez d'ouvrages ou d'articles de référence ou si vous connaissez des sites web de qualité traitant du thème abordé ici, merci de compléter l'article en donnant les références utiles à sa vérifiabilité et en les liant à la section « Notes et références ».
Pour les articles homonymes, voir Bir.
Rosette Bir, née Rosa Pacanowski le 9 avril 1926 à Metz et morte le 19 juin 1993 à Villeron, est une sculptrice française, qui a exercé à Montreuil, dans la région parisienne.

## Biographie
Rosette Bir commence à sculpter à l’âge de 42 ans lorsque, après avoir élevé ses enfants, elle commence un apprentissage chez le sculpteur Albert Féraud. Après son apprentissage, elle se sépare du mouvement de son maître puisque pour elle, le géométrique était la perfection. Elle s’y consacre donc entièrement, suivant le courant MADI, d’Amérique du Sud, dans le domaine sculptural.
Son œuvre s’organise exclusivement à partir du travail de l’acier inoxydable poli. Son amour pour cette matière lui fait transcender une étonnante volonté créatrice qui va la mener, au fil du temps, à travers de nombreuses recherches évolutives et novatrices. Son œuvre ne se compose que de pièces uniques. Elle a réalisé des sculptures de plus ou moins grandes tailles, du cendrier a la sculpture monumentale de plusieurs mètres de haut. 
Sa collection a parcouru les expositions, et ses œuvres sont parues dans de nombreux articles de journaux et de revues, spécialisées ou non. 
Elle meurt le 19 juin 1993, à Villeron, à la suite d'un accident de voiture.

## Expositions
- Expositions régulières: Salon Grands et jeunes d'aujourd'hui et Salon des réalités nouvelles, Paris[1].
- Rosette Bir et Jean-Pierre Vielfaure, M.J.C. de Grigny (Essonne), 1974.
- Hommage posthume à Rosette Bir, Salon Grands et jeunes d'aujourd'hui et Galerie Saint-Charles de Rose, Paris, 1994[1].